# Pythagoras
Pythagoras ze Sámu (přesněji Pýthagorás, řec. Πυθαγόρας ο Σάμιος, okolo 570 př. n. l. ostrov Samos – po 510 př. n. l. Krotón v jižní Itálii) byl řecký filozof, matematik, astronom i kněz. Byl také veřejně činný, ale údaje o něm se často rozcházejí. Z jeho díla (pokud nějaké napsal) se nic nezachovalo, založil však velmi významnou školu a výklady i legendy jeho následovníků překryly jeho původní myšlenky, takže se velmi obtížně rekonstruují. Pythagorejská tradice měla velký vliv na Platóna, byla živá v novoplatónismu, v renesanci a v různých – často fantastických – podobách žije i dnes.

## Život
Pythagoras, přezdívaný otec čísel, se narodil na ostrově Samos, jeho otcem byl pravděpodobně kupec nebo rytec prstenů Mésarchos. Mezi jeho učiteli se uvádějí Ferekýdés ze Syru a Anaximandros. V mládí cestoval po Egyptě a Babylonii, kde se seznámil s východními náboženskými myšlenkami. Když se roku 538 př. n. l. zmocnil vlády na Samu tyran Polykratés, Pythagoras uprchl a kolem roku 530 př. n. l. založil v dnešním Crotone v Kalabrii filosofickou školu. Žil se svými žáky podle přísných pravidel v pevném společenství a získal si i značný veřejný vliv. Podle některých pramenů měl za ženu Theano a s ní také děti. Když ve sporu s městem Sybaris krotónští roku 510 př. n. l. zvítězili, došlo ve městě ke sporům kvůli dělení dobyté půdy a hněv se obrátil proti Pythagorovi. Ten odešel z města a usadil se asi 160 km severněji v Metapontu u Tarenta, kde dožil. Po jeho smrti prý občané zřídili v jeho domě chrám bohyně Déméter.

## Myšlení a dílo
Nejstarší svědectví o Pythagorovi pochází od básníka Ióna z Chiu, podle něhož psal básně a pozdější římští autoři mu připisují i další spisy, které se ovšem nezachovaly. Připisuje se mu báseň „Posvátná řeč“ (Hieros logos), z níž se cituje začátek:
“Mladíci, přec v úctě chovejte s tichostí toto vše!”
Slavné „Zlaté verše“ (Carmen aureum), které jsou jistě pozdější, možná obsahují části této básně. Báseň vyzývá k uctívání bohů i zemřelých předků, k věrnému přátelství a slibuje nesmrtelnost duše. Naproti tomu jeho současník Hérakleitos říká, že Pythagoras se věnoval studiu víc než kdo jiný, vytýká mu však „mnohoučenost“ a úskočná kouzla.

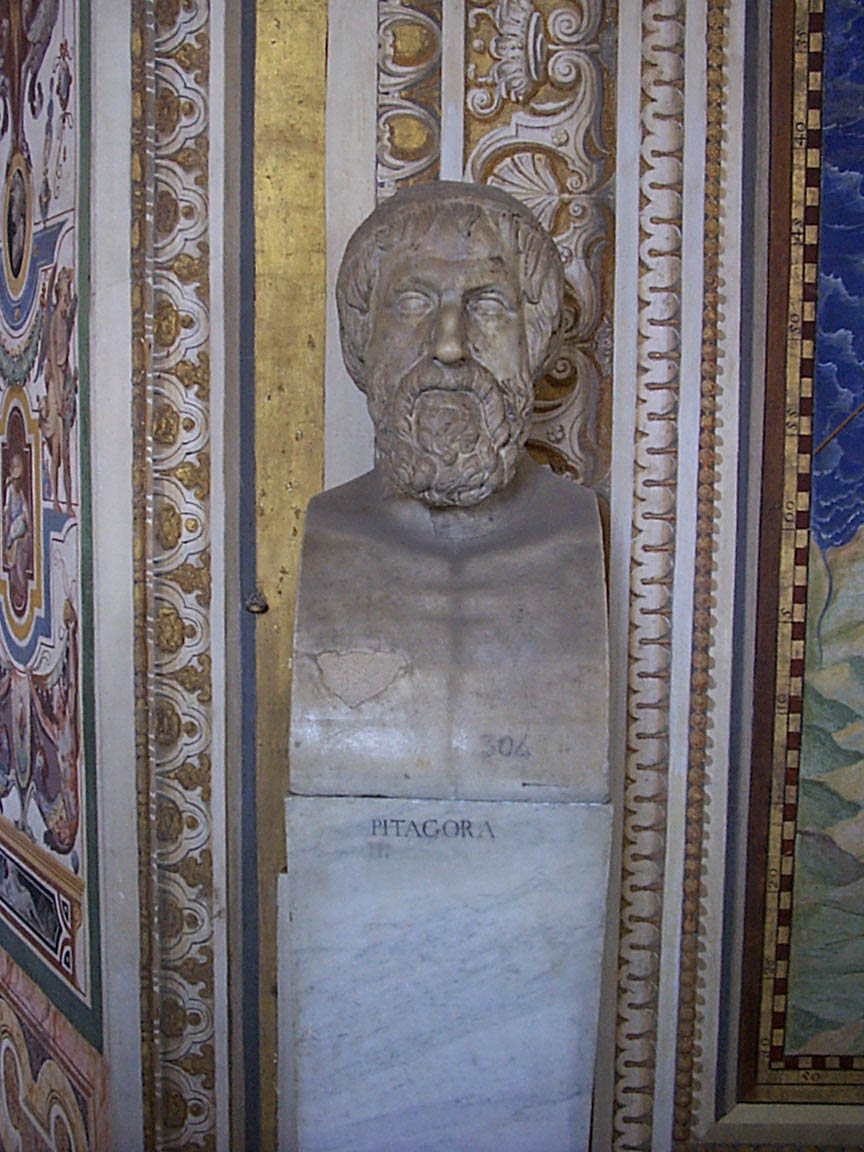
Pythagoras
(Busta ve Vatikánském muzeu)

Vzhledem k velmi rozporným a často i pozdním zprávám zůstává Pythagorovo učení záhadou. Zdá se však, že obsahuje dvě hlavní stránky, totiž náboženské učení i praxi a zájem o čísla, možná hlavně o mystiku čísel. Badatelé se dělí do dvou táborů podle toho, kterou z nich víc zdůrazňují. W. Burkert a E. R. Dodds přirovnávají Pythagora k „šamanovi“, který měl mezi svými žáky posvátnou autoritu, kdežto W. Jaeger a L. Zhmud v něm vidí především učence. Pro první mínění svědčí zachované zlomky a zejména zázraky, jež mu legendy hojně připisují, pro druhé objevy, jež se Pythagorovi přisuzují. Už Aristotelés a Aristoxenos mu připisují velké zásluhy o řeckou matematiku i astronomii a v jeho škole se obojí později pěstovalo.
Ze zachovaných zlomků a citátů plyne, že pro Pythagora bylo důležité učení o poměru duše a těla: duše, která je nesmrtelná a po smrti přechází do jiných tvorů, je v těle vězněna jako v hrobě („Tělo je hrob“, řecky sóma – séma). Úkolem a posláním člověka je uvolňovat duši z této vazby a tak si připravovat nesmrtelnost. Pythagoras prý také říkal, že s lidmi je to jako s diváky na olympijské slavnosti: jedni tam hledají slávu, druzí bohatství a třetí – filosofové – jen přihlížejí. Odtud se patrně odvozuje i Platónovo a Aristotelovo přesvědčení, že teoretický postoj ke světu je ten nejvyšší (řecké theóros znamená „divák“). Z astronomického zájmu pythagorejské školy vyplynul později, v době helénismu, „astrologický fatalismus“ – přesvědčení o nezvratném osudu, určeném polohou hvězd, a z něho pak i nauka o „věčném návratu“ téhož po uplynutí Velkého roku, kterou v 19. století převzal Nietzsche.

## Pythagorejská škola
Pythagorova „škola“ se podle dnešních představ asi podobala spíše klášteru se společným asketickým životem a bohoslužbou, vyžadovala přísnou disciplínu se zvláštní péčí o čistotu, účastnila se však veřejného života. 

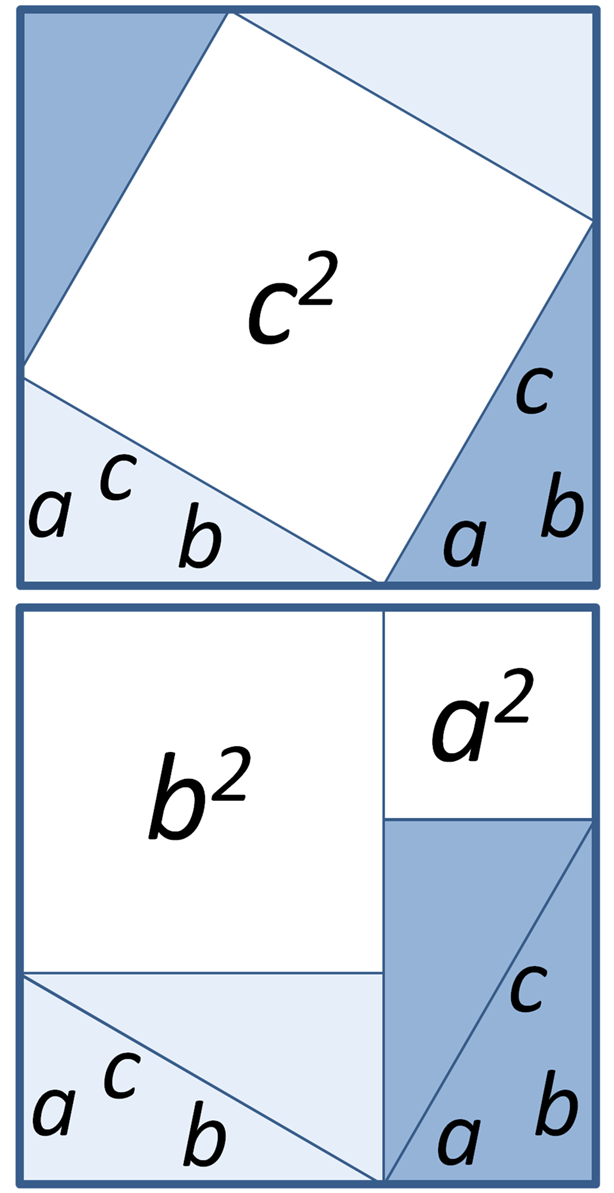
Důkaz Pythagorovy věty
(Všechny modré trojúhelníky jsou stejné.)

Pythagorovi se připisuje zavedení pojmu filosofie: když ho žáci nazývali sofos („mudrc“, „moudrý“), řekl jim, ať mu raději říkají „milovník moudrosti“ (filosofos z filein – „milovat“ a sofos – „moudrý“) a jeho následovníci si tedy začali říkat filosofové. Připisuje se mu také výraz kosmos (od kosmeó, zdobit), protože prý ve Vesmíru obdivoval jeho úžasný řád. Tomu odpovídá i výklad u Diogéna Laertia, podle něhož Pythagoras odvozoval počátek Vesmíru od („mužského“) Jednoho a („ženské“) „neohraničené dvojice“; podobně jako v čínském učení o Jin a Jang je základem protiklad lichých a sudých čísel. Z toho se pak buduje neviditelná stavba světa, poměry, čísla a geometrické tvary. Nejdokonalejší geometrické obrazce jsou koule a kruh, potom čtverec jakožto symbol čtyř živlů. Mezi pythagorejské pojmy patří také „čtveřina“ (tetraktys), totiž posloupnost čísel 1, 2, 3 a 4, jejichž součet je deset.
Pythagoras nebo jeho škola objevili vztah mezi délkou struny a tóny stupnice: poloviční struna zní o oktávu výš, dvoutřetinová o kvintu atd. Na tom je založena diatonická stupnice, pythagorejské ladění a konečně i představa harmonie sfér: průměry planetárních sfér (koulí) jsou vůči sobě v tomto poměru a při svém pohybu vydávají pro člověka neslyšitelný harmonický zvuk.
Mimořádný význam měla a má Pythagorova věta: součet obsahů čtverců nad oběma odvěsnami pravoúhlého trojúhelníka je roven obsahu čtverce nad přeponou. Starší kultury věděly, že trojúhelník, jehož strany jsou v poměru 3:4:5 je pravoúhlý. Obecný důkaz věty se tradičně připisoval Egypťanům či Babylóňanům, kde se s ním měl Pythagoras na svých cestách seznámit. Moderní badatelé tuto hypotézu zpochybňují hlavně tím, že pochybují o možnosti domluvy a jazykových znalostech obou stran. Řecká matematika v každém případě nalezla neobyčejně důmyslné obecné důkazy, jako je ten, který uvádí Eukleidés. Na vedlejším obrázku je jiný, jednodušší geometrický důkaz.
Konečně se Pythagorovu žáku Hippasovi z Metapontu připisuje i objev nesouměřitelných čili iracionálních čísel, jež nelze vyjádřit zlomkem. Objevil jej snad na příkladě úhlopříčky čtverce, anebo na pravidelném pětiúhelníku, jehož strany rovněž nemají racionální délky. O Hippassovi víme, že byl z Pythagorovy školy vyhnán, prý pro „vyzrazení tajemství“. Podle starověkých svědectví vyvolal těžkou krizi pythagorejství, neboť otřásl vírou v racionální povahu čísel. S těmito důsledky se vypořádával i Platón.

## Vliv
Pythagorejská škola trvala do pozdní antiky a těšila se obecně (s výjimkou Hérakleita) velké úctě. Platón se s pythagorejskými tématy zabýval hlavně v Timaiu a ve Faidónu. Uctivě o Pythagorovi píše Cicero i Ovidius, Kléméns Alexandrijský i Hippolyt Římský. Za pythagorejce se považoval Pico della Mirandola, inspiroval se jím Giordano Bruno, Johannes Kepler i Giambattista Vico.
Po Pythagorovi je pojmenován kráter Pythagoras na Měsíci a planetka 6143. 
Matematická soutěž Pythagoriáda je určena žákům páté, šesté, sedmé, osmé a příslušným ročníkům víceletých gymnázií. Připravuje ji od školního roku 1978/1979 Výzkumný ústav pedagogický v Praze. Koná se vždy školní a okresní kolo soutěže.

#### Matematické
- (anglicky)
- Pythagoras of Samos, The MacTutor History of Mathematics archive, School of Mathematics and Statistics, University of St Andrews, Scotland
- Pythagoras and the Pythagoreans, Department of Mathematics, Texas A&M University Archivováno 9. 3. 2009 na Wayback Machine.
- Pythagoras of Samos
- Tetraktys